# Susanna Kubelka
Susanna Kubelka von Hermanitz (n. 20 septembrie 1942, Linz, Austria – d. mai 2024, Viena, Austria) a fost o scriitoare austriacă ce a trăit și în Franța și Australia. Cărțile sale au fost traduse în 29 de limbi.